# Вернаму (община)
Община Вернаму (на шведски: Värnamo kommun) е разположена в лен Йоншьопинг, южна Швеция с обща площ 1391 km2 и население 33 155 души (към 31 декември 2013). Административен център на община Вернаму е едноименния град Вернаму.